# وداعا للسلاح (رواية)
وداعًا للسلاح (بالإنجليزية: A Farewell to Arms) هي رواية من تأليف إرنست همينغوي خلال الحملة الإيطالية في الحرب العالمية الأولى، ونشرت عام 1929، وعنوانها مأخوذ من قصيدة للكاتب المسرحي الإنجليزي جورج بيليه والذي عاش في القرن السادس عشر.
تروي الرواية على لسان الأمريكي فريدريك هنري، والذي يحمل رتبة ملازم في المستشفى الميداني للجيش الإيطالي، وتدور أحداثها حول علاقة حب تنشأ بين المغترب الأميركي هنري وكاترين باركلي على خلفية الحرب العالمية الأولى، من هزل الجنود والقتال ونزوح السكان.
وقد عزز نشر «وداعًا للسلاح» مكانة هيمنجواي ككاتب أميركي معاصر ، حيث كانت أولى رواياته الأكثر مبيعًا، وقد وصفها كاتب السيرة مايكل رينولدز بأنها رواية الحرب الأمريكية الرائدة التي تناولت مأساة الحرب العالمية الأولى.
ولقد تحولت الرواية في الفترة من عام 1930 وما بعدها إلى فيلم في عام 1932 وعام 1957، وإلى مسلسل تليفزيوني عام 1966.
و لقد صوّر فيلم «في الحب والحرب»، الذي انتج عام 1996 من اخراج ريتشارد أتينبورو وبطولة ساندرا بولوك، حياة هيمنجواى في إيطاليا كسائق سيارة اسعاف في الأحداث السابقة على كتابته لـ «وداعًا للسلاح».

## الشخصيات
- الملازم فريدريك هنري: أمريكي يخدم في الجيش الإيطالي كضابط لتوجيه سائقي سيارات الإسعاف.
- الممرضة كاثرين باركلي: عشيقة هنري.
- الملازم رينالدي: جراح غريب الأطوار في الجيش يخدم بالقرب من الخطوط الأمامية ويعتبر كأخ له.
- الكاهن: قسيس في الجيش، غالبًا ما يناقش مع هنري موضوع الله والحرب.
- الممرضة هيلين فيرجسون: صديقة الممرضة كاثرين.
- السيدة فان كامبن: المشرفة على الممرضات في المستشفى الأمريكي في ميلانو. وتكره هنري بشدة.
- الممرضة جيج: ممرضة في المستشفى الأمريكي في ميلانو تصادق هنري.
- الرائد فالنتيني: جراح نشط وكفء يجري عملية جراحية لركبة هنري المصابة في ميلانو.
- جينو: جندي إيطالي محبوب من الجميع.
- بونيلو: سائق سيارة إسعاف تحت قيادة هنري.
- بياني: سائق سيارة إسعاف يبقى مع هنري من باب الولاء الشخصي.
- باسيني: سائق سيارة إسعاف قُتل في هجوم الهاون الذي أصاب هنري.
- أيمو: سائق سيارة إسعاف قُتل على يد حراس متخلفين عن الخط الرئيسي للتراجع.
- إميليو: نادل في بلدة ستريسا يساعدهم على الفرار إلى سويسرا.
- الكونت جريفى: نبيل عمره 94 عامًا.
- رالف سيمونز، وإدغار سوندرز: مغنيا أوبرا ماهرين، يدرسان ويؤديان في إيطاليا تحت أسماء مسرحية إيطالية.

## قصة الرواية
تنقسم الرواية إلى خمس أجزاء، ففي الجزء الأول يقدم رينالدي فريدريك هنري لكاثرين باركلي، فيحاول اغراءها وتبدأ العلاقة بينهما، ثم يتعرض فريدريك على الجبهة الايطالية للإصابة في الركبة بقذيفة هاون ويتم نقله إلى مستشفى ميلانو.
و في الجزء الثاني، تتطور العلاقة بين فريدريك وكاثرين بينما يقضيان الوقت معًا في ميلانو خلال الصيف، ويقع فريدريك في حب كاثرين والتي تكتشف عندما يكتمل شفائه انها حامل منذ ثلاثة شهور.
ثم يعود فريدريك إلى الوحدة في الجزء الثالث، ولا يمض كثيرًا من الوقت قبل أن يخترق النمساويون الخطوط الايطالية في معركة «كابوريتو» فيتراجع الإيطاليون.
ويُقتل فريدريك رقيبًا مهندسًا.و بعد تخلفه عن الجيش وعودته مرة أخرى، يأخذ شرطة المعركة فريدريك إلى حيث يتم استجواب الضباط واعدامهم بتهمة «الخيانة» التي يفترض انها قد أدت إلى هزيمة إيطاليا، ولكنه بعد سماعه أن كل من تم استجوابهم قد قتلوا يهرب بالقفز في النهر.
وفي الجزء الأخير، يعيش فريدريك وكاثرين حياة هادئة في الجبال، وبعد ولادة طويلة ومؤلمة، يولد ابنهما ميتًا وتتعرض كاثرين لنزيف سرعان ما تموت بعده تاركة فريدريك ليعود وحده إلى الفندق تحت المطر.

## الرقابة
استُبدلت الشتائم في الطبعات الأولى بشرطات، حيث طبعت نسختين على الأقل قام هيمنجواي فيهما باعادة ادراج النص الخاضع للرقابة بخط اليد بحيث يوفر نصًا صحيحًا، وقد قدمت أحد هاتين النسختين لموريس كويندرو والأخرى لجيمس جويس.
و لم يُدرج نص هيمنجواي المعدل ضمن الطبعات التي نشرت حديثًا للرواية، ومع ذلك هناك بعض الاصدارات من الكتب الصوتية الغير خاضعة للرقابة.
لم يُسمح بنشر الرواية في إيطاليا حتي عام بسبب النظام الفاشي الذي كان يري انها تمس شرف القوات المسلحة من حيث تصويرها لمعركة كابوريتو ولتضمنها نزعة معينة مضادة للعسكرية، وانما كُتبت الترجمة الايطالية للرواية بشكل غير شرعي عام 1943 على يد فرناندا بيفانو، الأمر الذي أدي إلى حبسها في تورينو.

## الخلفية وتاريخ النشر
استند هيمنجواي في روايته على خبراته الخاصة عند خدمته في الحملات الايطالية خلال الحرب العالمية الأولى، كلما ألهمته شخصية " كاثرين باركلي الممرضة "اغينس فون كوروواسكي"، وهي ممرضة اعتنت به في مستشفي ميلان عندما أصيب، وكان ينوي الزواج بها لكنها رفضت حبه عندما عاد إلى أمريكا.

## النقد الموجه للرواية
كتب غور فيدال عن النص: «انه عمل طموح نستطيع من خلاله أن نري نبرة دقيقة ومتقنة لا تخلو من بعض البلاهة الصادقة التي ميزت أعمال هيمنجواي منذ ذلك الحين»

## التناول الفني للرواية
كان أول تناول فني للرواية على يد «لورانس ستولينجز» عام 1930، حيث قدم الرواية إلى المسرح، وبعدها قٌدمت كفيلم عام 1932 ثم أٌعيد انتاجها عام 1957، ثم تحولت بعد ذلك إلى مسلسل تليفزيوني من ثلاثة أجزاء عام 1966.
وفي عام 2014، تعاونت الشركة البريطانية «ايميتاتنج ذا دوج - محاكاة الكلب» مع مسرح الدوق، لانكستر، لانتاج عمل مسرحية يتضمن عرض فيديو، والذين قاما بجولة في انجلترا وإيطاليا.

## في الثقافة الشعبية
كانت «وداعًا للأرض» أحد العناوين التي وضعها ستانلي كوبريك في اعتباره في البداية لفيلم الخيال العلمي 2001: أوديسة الفضاء، كذكرى لرواية إرنست همنغواي.
كانت رواية «وداعًا للسلاح» أول كتاب يقرأه بات سوليتانو (الأخ برادلى كوبر) في فيلم «المعالجة بالسعادة»، حيث أصيب «بات» بخيبة أمل كبيرة في نهاية الرواية، مما جعله يقذف بها من نافذة العلية في منتصف الليل.

## وصلات خارجية
- أرشيفات هيمنجواي
- وداعًا للسلاح، أرشيف الإنترنت